# Ateta
Ateta är en ort i Mexiko.   Den ligger i kommunen Chignautla och delstaten Puebla, i den sydöstra delen av landet, 190 km öster om huvudstaden Mexico City. Ateta ligger 1 917 meter över havet och antalet invånare är 125.
Terrängen runt Ateta är lite bergig. Runt Ateta är det ganska tätbefolkat, med 179 invånare per kvadratkilometer. Närmaste större samhälle är Teziutlan, 2,9 km öster om Ateta. I omgivningarna runt Ateta växer huvudsakligen savannskog.